# Komórka izodiametryczna
Komórka izodiametryczna, komórka izodiametralna – komórka równowymiarowa – o podobnej długości i szerokości, mająca kształt zbliżony do kuli, wielościenny o rzucie okrągłym, kwadratowym, pięciokątnym, sześciokątnym, krótkoprostokątnym. Ponieważ takie komórki zwykle występują w parenchymie, nazywane są też komórkami parenchymatycznymi.